# Emile Vauthier
Emile Antoine Vauthier (* 20. Mai 1864 in Brüssel, Belgien; † 26. November 1946 ebenda) war ein belgischer Porträtmaler.

## Leben

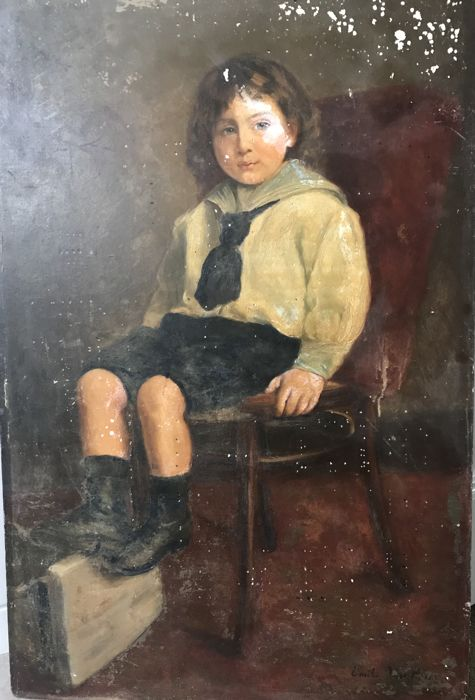
Kinderporträt

Vauthier, Groß-Großneffe des Malers Jules Antoine Vauthier (1774–1832), studierte an der Académie royale des Beaux-Arts de Bruxelles unter Louis Pion (1851–1934) und Jean-François Portaels. In den Jahren 1886/1887 war er Schüler der Kunstakademie Düsseldorf. Dort waren Hugo Crola und Adolf Schill seine Lehrer.